# Тохтаров, Нурасыл Ардакович
Нурасыл Ардакович Тохтаров (каз. Нұрасыл Ардақұлы Тоқтаров; род. 14 декабря 2000, Актобе) — казахстанский футболист, вратарь клуба «Атырау».

## Карьера
Футбольную карьеру начинал в 2018 году в составе клуба «Атырау М» во второй лиге. 13 апреля 2024 года в матче против клуба «SD Family» дебютировал в кубке Казахстана (6:0). 27 апреля 2024 года в матче против клуба «Кызыл-Жар» дебютировал в казахстанской Премьер-лиге (2:0).

## Достижения
«Атырау»
- Финалист Кубка Казахстана: 2024

## Клубная статистика
| Клуб             | Сезон            | Лига | Лига | Кубки | Кубки | Еврокубки | Еврокубки | Итого | Итого |
| Клуб             | Сезон            | Игры | Голы | Игры  | Голы  | Игры      | Голы      | Игры  | Голы  |
| ---------------- | ---------------- | ---- | ---- | ----- | ----- | --------- | --------- | ----- | ----- |
| Атырау           | 2021             | 0    | 0    | 0     | 0     | —         | —         | 0     | 0     |
| Атырау           | 2022             | 0    | 0    | —     | —     | —         | —         | 0     | 0     |
| Атырау           | 2023             | 0    | 0    | 0     | 0     | —         | —         | 0     | 0     |
| Атырау           | 2024             | 1    | 0    | 1     | 0     | —         | —         | 2     | 0     |
| Атырау           | Итого            | 1    | 0    | 1     | 0     | —         | —         | 2     | 0     |
| → Атырау М       | 2018             | 8    | −20  | —     | —     | —         | —         | 8     | −20   |
| → Атырау М       | 2019             | 16   | −31  | —     | —     | —         | —         | 16    | −31   |
| → Атырау М       | 2020             | 3    | −5   | —     | —     | —         | —         | 3     | −5    |
| → Атырау М       | 2021             | 15   | −24  | —     | —     | —         | —         | 15    | −24   |
| → Атырау М       | 2022             | 11   | −16  | —     | —     | —         | —         | 11    | −16   |
| → Атырау М       | 2023             | 16   | −19  | —     | —     | —         | —         | 16    | −19   |
| → Атырау М       | Итого            | 69   | −115 | —     | —     | —         | —         | 69    | −115  |
| Всего за карьеру | Всего за карьеру | 70   | −115 | 1     | 0     | —         | —         | 71    | −115  |